# Daniel Haugh

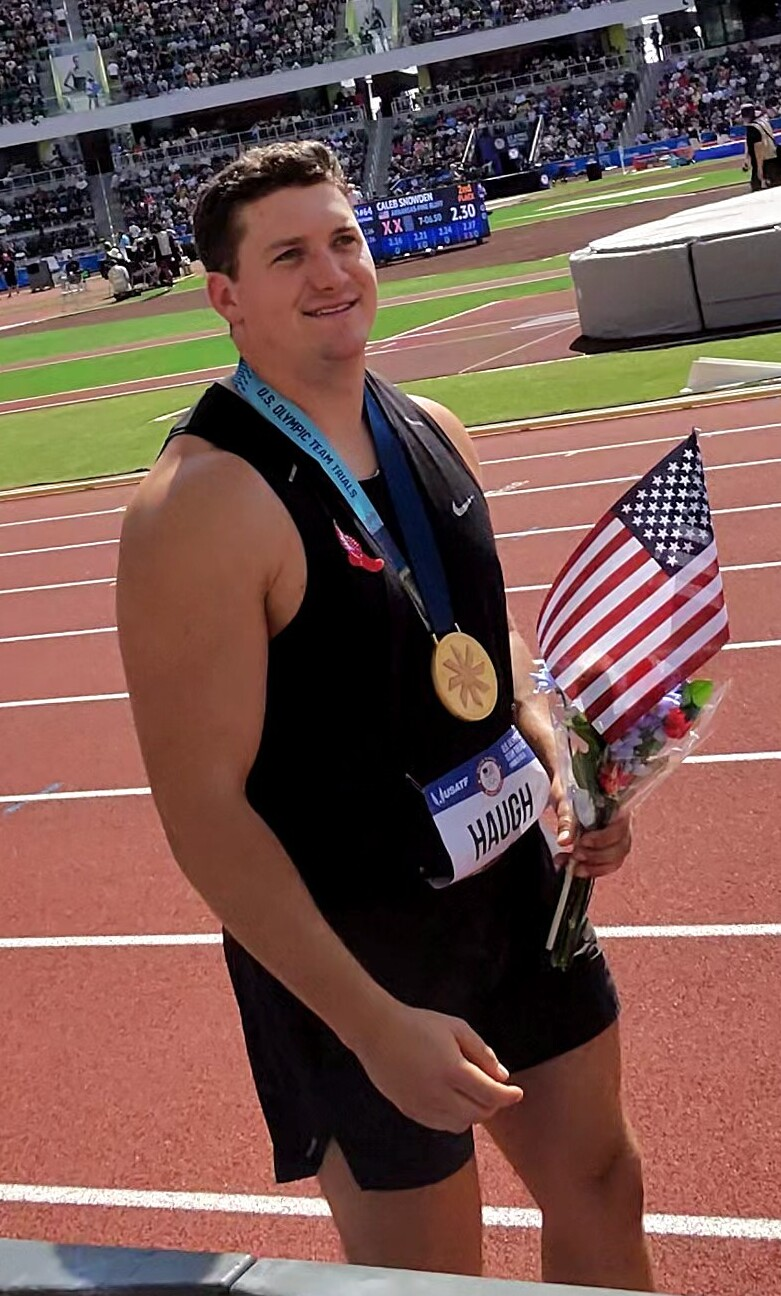
Daniel Haugh (2024)

Daniel Haugh (* 3. Mai 1995 in Marietta, Georgia) ist ein US-amerikanischer Leichtathlet, der sich auf den Hammerwurf spezialisiert hat.

## Sportliche Laufbahn
Daniel Haugh besuchte von 2014 bis 2019 die Kennesaw State University und wurde in seinem letzten Studienjahr NCAA-Collegemeister im Hammerwurf. Zudem startete er bei den Weltmeisterschaften in Doha, schied dort aber mit 72,85 m in der Qualifikationsrunde aus. 2021 nahm er an den Olympischen Sommerspielen in Tokio teil und verpasste dort mit 76,22 m den Finaleinzug. Im Jahr darauf siegte er mit 79,44 m beim Music City Track Carnival und belegte anschließend bei den Weltmeisterschaften in Eugene mit 78,10 m im Finale den achten Platz. Daraufhin gewann er bei den NACAC-Meisterschaften in Freeport mit 76,38 m die Silbermedaille hinter seinem Landsmann Rudy Winkler. 2023 belegte er bei den Weltmeisterschaften in Budapest mit 78,64 m im Finale den sechsten Platz und gewann anschließend bei den Panamerikanischen Spielen in Santiago de Chile mit 77,62 m die Silbermedaille hinter dem Kanadier Ethan Katzberg. Im Jahr darauf nahm er an den Olympischen Sommerspielen in Paris teil und brachte dort in der Qualifikationsrunde keinen gültigen Versuch zustande.
In den Jahren 2022 und 2024 wurde Haugh US-amerikanischer Meister im Hammerwurf sowie 2019, 2023 und 2024 Hallenmeister im Gewichtweitwurf.